# Tetramorium intonsum
Tetramorium intonsum är en myrart som beskrevs av Bolton 1980. Tetramorium intonsum ingår i släktet Tetramorium och familjen myror. Inga underarter finns listade i Catalogue of Life.